# Pandeiro
El pandeiro és un instrument musical de percussió característic del Brasil. Consisteix en una membrana de pell estirada sobre un marc estret circular —usualment de fusta— sense caixa de ressonància. Acostuma a dur platerets de metall enfilats en ranures obertes a intervals al marc i que sonen per xoc entre parells. Se'l pot brandar com un sonall o colpejar-lo amb el palmell o els dits a la membrana. Segons la classificació de Hornbostel-Sachs, com a membranòfon es classifica en el grup dels tambors de marc sense mànec (classificació decimal 221.31); i com a idiòfon, entre els sonalls fixats a un marc (classificació decimal 112.12).
Té origen a la península ibèrica, derivat de la pandereta, el pandero o l'alduf. Aquests instruments van arribar-hi durant l'Edat mitjana des de la conca mediterrània, provinents d'Àsia. El pandeiro brasiler té habitualment un diàmetre d'entre 25 i 30 cm, major que la pandereta. És comunament associat a la samba i el pagode, però no es limita a aquests ritmes, ja que es troba al baião, coco, maracatu o la capoeira. Informalment, se'l considera l'instrument nacional del Brasil.